# Quintus Aelius Paetus
Quintus Aelius Paetus római politikus, hadvezér, a plebeius Aelia gens tagja. Apja, Publius, Kr. e. 201. consulja, híres jogtudós volt.
Életéről keveset tudunk. Kr. e. 174-ben, a pestisjárványban elhunyt apja helyére megválasztották augurnak. Kr. e. 167-ben már consul volt Marcus Junius Pennus kollégájaként. Magistraturájuk eseménytelenül telt: Paetus a Pó vidékéről, Gallia Cisalpinából, Pennus pedig Pisae felől támadta meg a ligurokat, akiknek feldúlták földjüket.
Valerius Maximus és az idősebb Plinius feljegyeztek róla egy anekdotát, miszerint az aitól szövetség egy alkalommal csodálatos ezüst étkészlettel lepte meg, mivel egy korábbi követjárásuk alkalmával cserépedényből látták enni. Paetus visszautasította az ajándékukat. Valerius és Plinius egyébként sokat téved az esetében: az előbbi Quintus Aelius Tubero Catusnak nevezi, míg az utóbbi szimplán Catus Aeliusnak; sőt Plinius egyúttal Lucius Aemilius Paulus Macedonicus vejének nevezi. Ezek nyilvánvaló tévedések. A Tubero család az Aelia gens másik jeles ága volt, ehhez tartozott Quintus Aelius is, Paulus veje. A Catus melléknév pedig Quintus nagybátyját, Sextus Aelius Paetust, a neves jogtudóst illette.